# Yushin Okami
Yushin Okami (Kanagawa, 21 de julio de 1981) es un artista marcial mixto japonés que actualmente compite en la categoría de peso wélter.

## Carrera de artes marciales mixtas
Comenzó su carrera profesional en 2002, luchando en las promociones GCM y Pancrase, así como una aparición en PRIDE The Best Vol.3, acumulando un récord profesional de 6-0. En 2003 sufrió su primera derrota profesional en AMM a manos de Amar Suloev.

### Ultimate Fighting Championship
Okami debutó en UFC 62 derrotando a Alan Belcher por decisión unánime. Continuó su racha contra Kalib Starnes en UFC 64 derrotándolo por nocaut técnico en la tercera ronda. Conseguiría su tercera victoria consecutiva en UFC 66 frente a Rory Singer. Okami derrotó a Singer al final de la tercera ronda.
Después de tres victorias en el UFC, Okami hizo su debut en la tarjeta principal de UFC 69 contra Mike Swick, quien venía de ganar sus cinco peleas de UFC. Okami ganó la pelea por decisión unánime. En su siguiente combate, se enfrentó el excampeón de peso medio de UFC Rich Franklin en UFC 72 en un combate por el contendiente Noº1 al título de peso medio. Al final los tres jueces anotaron la pelea 29-28 a favor de Franklin.
Okami se enfrentó a Jason MacDonald en UFC 77. Okami dominó la pelea y se anotó una victoria por decisión unánime.
Okami se enfrentó al excampeón de peso medio de UFC Evan Tanner. La pelea tuvo lugar en UFC 82 el 1 de marzo de 2008. Okami conectó un rodillazo desde la posición de Muay Thai clinch donde noqueó a Tanner a los dos minutos de la tercera ronda.
En UFC 92 Okami derrotó a Dean Lister por decisión unánime.
Su siguiente pelea fue contra Chael Sonnen en UFC 104. Sonnen derrotó Okami por decisión unánime (30-27, 30-27, 30-27).
Okami derrotó a Lucio Linhares por parada de los médicos en UFC Fight Night 21.
Okami volvería el 1 de agosto de 2010 para enfrentarse a Mark Muñoz en UFC on Versus 2. Okami derrotó a Muñoz por decisión dividida.
Okami se enfrentó a Nate Marquardt en UFC 122. Okami fue capaz de controlar el centro del octágono y dictar el ritmo de la pelea para anotarse la victoria por decisión unánime en lo que fue una pelea muy reñida.
Okami se enfrentó a Anderson Silva en UFC 134 por el campeonato de peso medio de UFC. Él perdió la pelea por nocaut técnico en la segunda ronda.
Su siguiente pelea fue contra Tim Boetsch el 26 de febrero de 2012 en UFC 144. Okami dominó las dos primeras rondas, pero finalmente Boetsch lanzó una oleada brutal de uppercuts desde el clinch que hizo caer a Okami perdiendo así por nocaut técnico en el país natal de Okami.
Okami se enfrentó a Buddy Roberts el 11 de agosto de 2012 en UFC 150. Okami ganó la pelea por nocaut técnico en la segunda ronda.
Su revancha con Alan Belcher tuvo lugar el 29 de diciembre de 2012 en UFC 155. Okami volvió a ganar otra por decisión unánime.
Okami se enfrentó a Héctor Lombard el 3 de marzo de 2013 en UFC on Fuel TV 8. Él ganó la pelea por decisión dividida.
Okami se enfrentó a Ronaldo Souza el 4 de septiembre de 2013 en UFC Fight Night 28. Souza derrotó a Okami por nocaut técnico en la primera ronda. Tras la derrota sufrida ante Souza, Okami fue despedido por UFC.

### World Series of Fighting
El 13 de octubre de 2013, se anunció que Okami firmó con la World Series of Fighting.
Okami hizo su debut en WSOF 9 el 29 de marzo de 2014 contra Svetlozar Savov. Okami ganó la pelea por sumisión en la segunda ronda.
El 15 de noviembre de 2014, Okami se enfrentó a David Branch en WSOF 15 por el campeonato de peso medio de WSOF. Okami perdió la pelea por nocaut técnico en la cuarta ronda.
El 17 de octubre de 2015, Okami se enfrentó a Jon Fitch en WSOF 24. Okami perdió la pelea por decisión unánime.

## Récord en artes marciales mixtas
| Resultado | Récord | Oponente           | Método                               | Evento                                  | Fecha                    | Ronda | Tiempo | Localización                  | Notas                                              |
| --------- | ------ | ------------------ | ------------------------------------ | --------------------------------------- | ------------------------ | ----- | ------ | ----------------------------- | -------------------------------------------------- |
| Derrota   | 35–14  | James Nakashima    | Decisión (unánime)                   | ONE Championship: Dawn of Heroes        | 2 de agosto de 2019      | 3     | 5:00   | Pásay                         |                                                    |
| Derrota   | 35–13  | Alexey Kunchenko   | TKO (golpes)                         | ONE Championship: For Honor             | 5 de mayo de 2019        | 2     | 1:10   | Yakarta                       |                                                    |
| Derrota   | 35–12  | Alexey Kunchenko   | Decisión (unánime)                   | UFC Fight Night: dos Santos vs. Tuivasa | 2 de diciembre de 2018   | 3     | 5:00   | Adelaide                      |                                                    |
| Victoria  | 35–11  | Dhiego Lima        | Decisión (unánime)                   | UFC on Fox: Poirier vs. Gaethje         | 14 de abril de 2018      | 3     | 5:00   | Glendale, Arizona             | Regreso al peso wélter.                            |
| Derrota   | 34–11  | Ovince Saint Preux | Sumisión (Von Flue choke)            | UFC Fight Night: Saint Preux vs. Okami  | 23 de septiembre de 2017 | 1     | 1:50   | Saitama, Japón                | Debut en peso semipesado.                          |
| Victoria  | 34–10  | Andre Lobato       | Decisión (unánime)                   | PFL 2                                   | 29 de julio de 2017      | 3     | 5:00   | Everett, Washington           |                                                    |
| Victoria  | 33–10  | Paul Bradley       | Decisión (dividida)                  | WSOF 34                                 | 31 de diciembre de 2016  | 3     | 5:00   | New York City, New York       |                                                    |
| Victoria  | 32–10  | Shingo Suzuki      | Sumisión (rear-naked choke)          | Pancrase 279                            | 24 de julio de 2016      | 1     | 2:06   | Tokio                         |                                                    |
| Victoria  | 31–10  | Ryuta Sakurai      | TKO (parada médica)                  | DEEP 75 Impact: 15th Anniversary        | 27 de febrero de 2016    | 2     | 4:23   | Tokio                         |                                                    |
| Derrota   | 30–10  | Jon Fitch          | Decisión (unánime)                   | WSOF 24                                 | 17 de octubre de 2015    | 3     | 5:00   | Mashantucket, Connecticut     | Debut en peso wélter; Eliminatoria por el título.  |
| Derrota   | 30–9   | David Branch       | TKO (golpes)                         | WSOF 15                                 | 15 de noviembre de 2014  | 4     | 3:39   | Tampa, Florida                | Por el Campeonato de Peso Medio de WSOF.           |
| Victoria  | 30–8   | Svetlozar Savov    | Sumisión (arm-triangle choke)        | WSOF 9                                  | 29 de marzo de 2014      | 2     | 4:46   | Las Vegas, Nevada             |                                                    |
| Derrota   | 29–8   | Ronaldo Souza      | TKO (golpes)                         | UFC Fight Night: Teixeira vs. Bader     | 4 de septiembre de 2013  | 1     | 2:47   | Belo Horizonte                |                                                    |
| Victoria  | 29–7   | Héctor Lombard     | Decisión (dividida)                  | UFC on Fuel TV: Silva vs. Stann         | 3 de marzo de 2013       | 3     | 5:00   | Saitama                       |                                                    |
| Victoria  | 28–7   | Alan Belcher       | Decisión (unánime)                   | UFC 155                                 | 29 de diciembre de 2012  | 3     | 5:00   | Las Vegas, Nevada             |                                                    |
| Victoria  | 27–7   | Buddy Roberts      | TKO (golpes)                         | UFC 150                                 | 11 de agosto de 2012     | 2     | 3:05   | Denver, Colorado              |                                                    |
| Derrota   | 26–7   | Tim Boetsch        | TKO (golpes)                         | UFC 144                                 | 26 de febrero de 2012    | 3     | 0:54   | Saitama                       |                                                    |
| Derrota   | 26–6   | Anderson Silva     | TKO (golpes)                         | UFC 134                                 | 27 de agosto de 2011     | 2     | 2:04   | Río de Janeiro                | Por el Campeonato de Peso Medio de UFC.            |
| Victoria  | 26–5   | Nate Marquardt     | Decisión (unánime)                   | UFC 122                                 | 13 de noviembre de 2010  | 3     | 5:00   | Oberhausen                    | Eliminatoria por el título.                        |
| Victoria  | 25–5   | Mark Muñoz         | Decisión (dividida)                  | UFC Live: Jones vs. Matyushenko         | 1 de agosto de 2010      | 3     | 5:00   | San Diego, California         |                                                    |
| Victoria  | 24–5   | Lucio Linhares     | TKO (parada médica)                  | UFC Fight Night: Florian vs. Gomi       | 31 de marzo de 2010      | 2     | 2:47   | Charlotte, Carolina del Norte |                                                    |
| Derrota   | 23–5   | Chael Sonnen       | Decisión (unánime)                   | UFC 104                                 | 24 de octubre de 2009    | 3     | 5:00   | Los Ángeles, California       |                                                    |
| Victoria  | 23–4   | Dean Lister        | Decisión (unánime)                   | UFC 92                                  | 27 de diciembre de 2008  | 3     | 5:00   | Las Vegas, Nevada             |                                                    |
| Victoria  | 22–4   | Evan Tanner        | KO (rodillazo)                       | UFC 82                                  | 1 de marzo de 2008       | 2     | 3:00   | Columbus, Ohio                |                                                    |
| Victoria  | 21–4   | Jason MacDonald    | Decisión (unánime)                   | UFC 77                                  | 20 de octubre de 2007    | 3     | 5:00   | Cincinnati, Ohio              |                                                    |
| Derrota   | 20–4   | Rich Franklin      | Decisión (unánime)                   | UFC 72                                  | 16 de junio de 2007      | 3     | 5:00   | Belfast                       | Eliminatoria por el título.                        |
| Victoria  | 20–3   | Mike Swick         | Decisión (unánime)                   | UFC 69                                  | 7 de abril de 2007       | 3     | 5:00   | Houston, Texas                |                                                    |
| Victoria  | 19–3   | Rory Singer        | Sumisión (golpes)                    | UFC 66                                  | 30 de diciembre de 2006  | 3     | 4:03   | Las Vegas, Nevada             |                                                    |
| Victoria  | 18–3   | Kalib Starnes      | TKO (golpes)                         | UFC 64                                  | 14 de octubre de 2006    | 3     | 1:40   | Las Vegas, Nevada             |                                                    |
| Victoria  | 17–3   | Alan Belcher       | Decisión (unánime)                   | UFC 62                                  | 26 de agosto de 2006     | 3     | 5:00   | Las Vegas, Nevada             |                                                    |
| Victoria  | 16–3   | Izuru Takeuchi     | TKO (golpes)                         | GCM: D.O.G. 6                           | 11 de junio de 2006      | 1     | 3:39   | Tokio                         |                                                    |
| Victoria  | 15–3   | Ji Won Bang        | TKO (golpes)                         | MARS: World Grand Prix                  | 13 de mayo de 2006       | 1     | 4:38   | Chiba                         |                                                    |
| Derrota   | 14–3   | Jake Shields       | Decisión (mayoritaria)               | Rumble On The Rock 9                    | 21 de abril de 2006      | 3     | 5:00   | Honolulu, Hawái               | Torneo de Peso Wélter de ROTR (Segunda ronda).     |
| Victoria  | 14–2   | Anderson Silva     | Descalificación (patada alta ilegal) | Rumble On The Rock 8                    | 20 de enero de 2006      | 1     | 2:33   | Honolulu, Hawái               | Torneo de Peso Wélter de ROTR (Ronda de apertura). |
| Victoria  | 13–2   | Myun Joo Lee       | TKO (parada del equipo)              | Hero's 2005 in Seoul                    | 5 de noviembre de 2005   | 1     | 4:14   | Seúl                          |                                                    |
| Victoria  | 12–2   | Damien Riccio      | TKO (golpes)                         | GCM: D.O.G. 3                           | 17 de septiembre de 2005 | 2     | 2:44   | Tokio                         |                                                    |
| Victoria  | 11–2   | Nick Thompson      | Sumisión (lesión del codo)           | GCM: D.O.G. 2                           | 11 de junio de 2005      | 1     | 0:29   | Tokio                         |                                                    |
| Victoria  | 10–2   | Brian Foster       | Sumisión (arm-triangle choke)        | GCM: D.O.G. 1                           | 12 de marzo de 2005      | 3     | 2:53   | Tokio                         |                                                    |
| Victoria  | 9–2    | Eiji Ishikawa      | Decisión (unánime)                   | Pancrase: Brave 9                       | 12 de octubre de 2004    | 3     | 5:00   | Tokio                         |                                                    |
| Derrota   | 8–2    | Falaniko Vitale    | Decisión (dividida)                  | SuperBrawl 36                           | 18 de junio de 2004      | 3     | 5:00   | Honolulu, Hawái               |                                                    |
| Victoria  | 8–1    | Ryuta Sakurai      | Decisión (unánime)                   | PRIDE Bushido 2                         | 15 de febrero de 2004    | 2     | 5:00   | Yokohama                      |                                                    |
| Victoria  | 7–1    | Kousei Kubota      | TKO (golpes)                         | GCM: Demolition 13                      | 18 de enero de 2004      | 1     | 1:47   | Japón                         |                                                    |
| Derrota   | 6–1    | Amar Suloev        | TKO (golpes)                         | M-1 Global: Russia vs. the World        | 10 de octubre de 2003    | 1     | 4:44   | Moscú                         |                                                    |
| Victoria  | 6–0    | Kazuhiro Hanada    | TKO (golpes)                         | GCM: Demolition 9                       | 21 de julio de 2003      | 1     | 4:47   | Yokohama                      |                                                    |
| Victoria  | 5–0    | Hidehiko Hasegawa  | Decisión (unánime)                   | GCM: Demolition 7                       | 1 de mayo de 2003        | 2     | 5:00   | Tokio                         |                                                    |
| Victoria  | 4–0    | Hikaru Sato        | Decisión (unánime)                   | Pancrase: Hybrid 1                      | 26 de enero de 2003      | 2     | 5:00   | Tokio                         |                                                    |
| Victoria  | 3–0    | Sen Nakadai        | Decisión (unánime)                   | Pancrase: Spirit 8                      | 30 de noviembre de 2002  | 2     | 5:00   | Yokohama                      |                                                    |
| Victoria  | 2–0    | Steve White        | Sumisión (golpes)                    | PRIDE The Best Vol.3                    | 20 de octubre de 2002    | 2     | 3:25   | Tokio                         |                                                    |
| Victoria  | 1–0    | Kyosuke Sasaki     | Decisión (unánime)                   | GCM: Demolition 1                       | 8 de septiembre de 2002  | 2     | 5:00   | Japón                         |                                                    |